# Coś się kończy, coś się zaczyna
Coś się kończy, coś się zaczyna (Quelque chose se termine, quelque chose commence) est un recueil de nouvelles d'Andrzej Sapkowski. Il est publié en Pologne en 2000 et seule la nouvelle La Route d'où l'on ne revient pas a été publiée en France.

## Histoire
Deux des nouvelles du recueil concernent l'univers de la série littéraire de fantasy Le Sorceleur : La Route d'où l'on ne revient pas présente la magicienne Visenna et le guerrier Korin, et Coś się kończy, coś się zaczyna met en scène le mariage de Geralt de Riv et de Yennefer.